# Lolium remotum
Lolium remotum là một loài thực vật có hoa trong họ Hòa thảo. Loài này được Schrank mô tả khoa học đầu tiên năm 1789.

## Hình ảnh

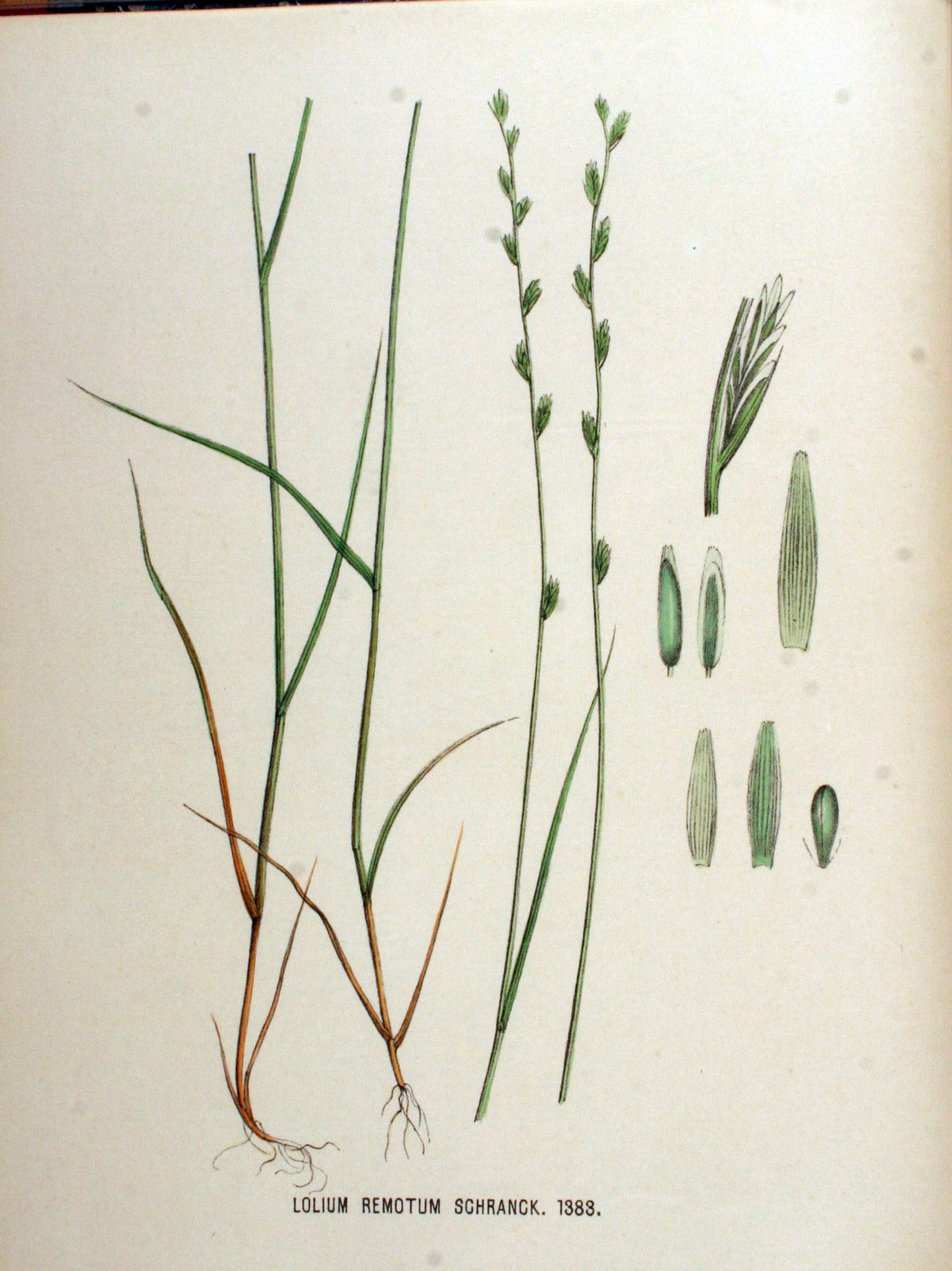